# Szczeciogonki
Szczeciogonki, szczeciogony (Thysanura, Thysanura sensu lato) – dawniej wyróżniany takson owadów obejmujący rybiki i przerzutki.

## Opis
Owady o ciele 8–15 mm długim, silnie wydłużonym, wrzecionowatego kształtu do lekko przypłaszczonego, najczęściej pokrytym łuskami. Aparat gębowy typu gryzącego. Dobrze rozwinięte głaszczki szczękowe i wargowe. 2-3 pazurki na przedstopiu. Odwłok 11-segmentowy, przy czym ostatni segment błoniasty. Na spodzie części jego segmentów obecne są wyrostki rylcowe. Na końcu odwłoka długie wieloczłonowe przysadki odwłokowe, a na ostatnim jego segmencie długa przysadka końcowa. Narządy płciowe z gonapofizami, tworzącymi u samic długie pokładełko.

## Historia
Szczeciogonki umieszczano w podgromadzie owadów bezskrzydłych i dzielono na podrzędy Machiloidea i Lepismoidea. Później rozdzielone zostały na dwa rzędy: przerzutek (Archeognatha) i rybików (Zygentoma) w podgromadzie bezskrzydłych, która po wyłączeniu z owadów skrytoszczękich tożsama była ze szczeciogonkami. Współcześni badacze zauważyli jednak, że rybiki mogą być bliżej spokrewnione z owadami uskrzydlonymi, dzieląc z nimi liczne cechy w tym: dwukłykciowe połączenia żuwaczek z puszką głowową, niż z przerzutkami. Hennig w 1953 roku utworzył dla kladu obejmującego rybiki i uskrzydlone nazwę Dicondylia. Hipoteza Dicodylia znalazła później wsparcie w licznych badaniach z zakresu anatomii porównawczej, embriologii i biologii molekularnej, choć zdarzają się również prace wskazujące na monofiletyzm szczeciogonków.